# ハリケーン・カーラ
ハリケーン・カーラ（Hurricane Carla）は、1961年に発生したハリケーンの中で、サファ・シンプソン・ハリケーン・スケール（SSHS）でカテゴリー5に達した2つのハリケーンのうちの1つである。
カーラはカテゴリー4の勢力で、テキサス州の沿岸に到達した。このハリケーンは、テキサス州を直撃したものとしては史上最も強く、アメリカ合衆国に上陸したハリケーンとしても、非常に強い部類にあたる。経済的被害は22億ドルにものぼったが、50万人以上の住民が避難したため、災害による死者は43人のみに抑えられた。

## 経過

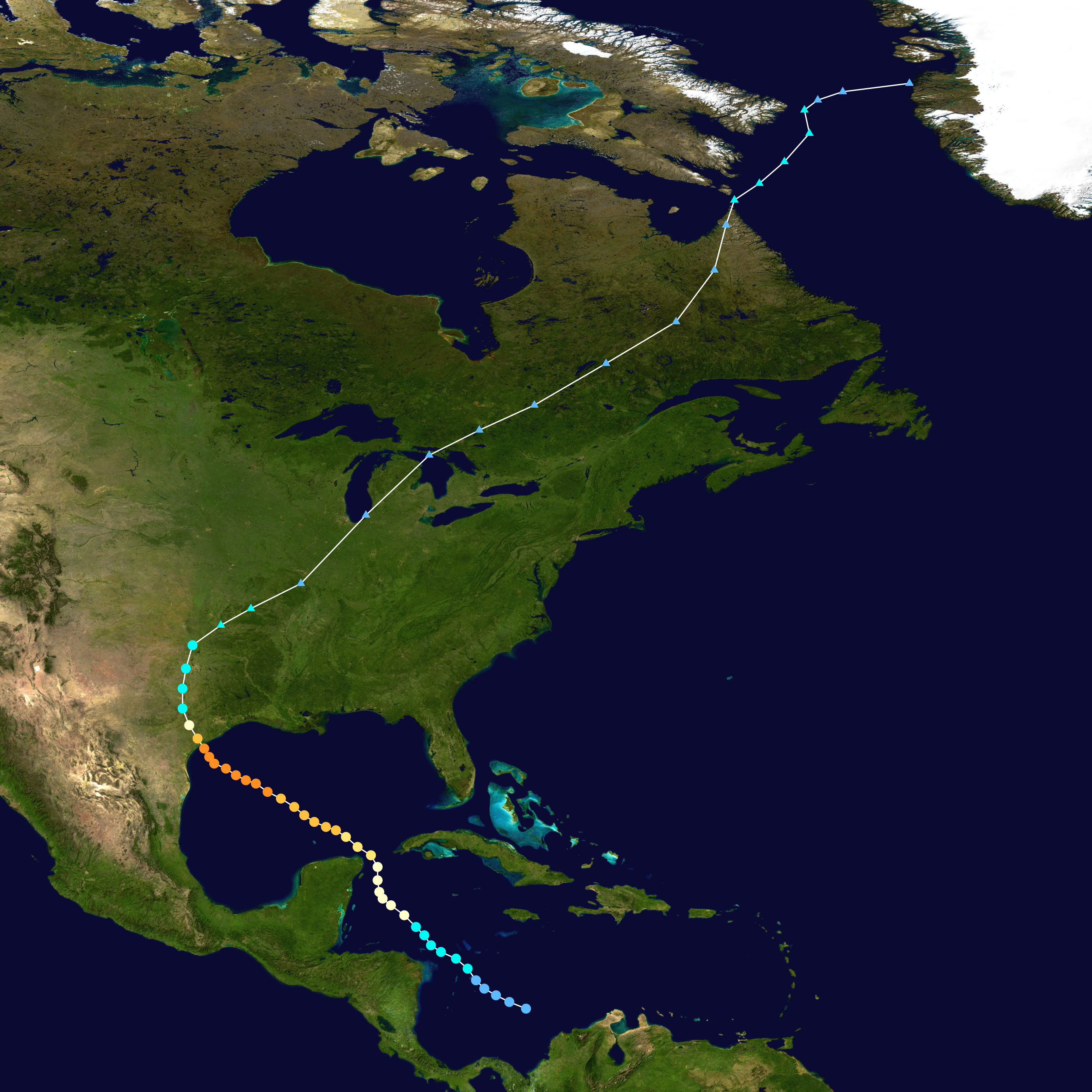
カーラの経路

この熱帯低気圧は、9月3日に熱帯収束帯の不安定な場である、カリブ海の西方で発生した。それは北西に移動し、5日にトロピカルストーム、そして6日にはハリケーンに成長した。そして、ユカタン半島をかすめるように移動し、メキシコ湾に到達した。
カーラは、メキシコ湾をゆっくりと移動しながら段々と勢力を強め、ピーク時には175mph（280km/h）の風速を記録し、SSHSでカテゴリー5の強さに達した。
北アメリカ大陸に上陸する直前にカーラは少し勢力を弱めたが、非常に大きく、とても勢力の強い、カテゴリー4の勢力でポート・オコーナー（Port O'Connor）とポート・ラヴェカ（Port Lavaca）の中間部に上陸した。11日には、カーラは大西洋で記録された中で最も大きなハリケーンとなった。

## 被害
高潮は湾頭で22フィート（6.7メートル）を記録し、10マイル（約16km）も内陸に達した。また、このハリケーンは巨大であった為、テキサス州沿岸全体に影響を与え、その被害は内陸部のダラスにまで及んだ。上陸時の気圧は931hPaを計測し、20世紀にアメリカに上陸したハリケーンの中では8番目の低さだった（2005年のハリケーン・カトリーナを含めると9番目）。風速は、マタゴルダで115mph（184km/h）、ヴィクトリアで110mph（176km/h）、ガルベストンで88mph（141km/h）を記録し、ポート・ラヴェカでは170mph（272km/h）の突風が観測された。
また、カーラは多くの竜巻を発生させたハリケーンの一つであり、その数は26にも上る。その内一つはF4の勢力で、ガルベストンのダウンタウンを通過。これにより、数名が死亡した（死者数は資料によって、6〜12人と開きがある）。
ガルベストン防潮堤が守る範囲の外にあった島の建造物は、高潮によって甚大な被害を受けた。更に被害はミシシッピ川のデルタ地帯まで及んだ。
カーラは勢力を弱めながらも、中西部に激しい雨を降らせた。
このハリケーンによって、テキサス州で31人が死亡したのをはじめ、全体で43人が死亡した。また、経済的被害は約22億USドルに達した。

## 記録

### 名称の引退
各地に甚大な被害をもたらした為、この年限りでカーラという名称は引退となった。そのため、1965年のシーズンからキャロル（Carol）に変更された。

### 中心気圧の歴代記録
| 順位 | ハリケーン                  | 年     | 中心気圧 (hPa) |
| ---- | --------------------------- | ------ | -------------- |
| 1    | ウィルマ（Wilma）           | 2005年 | 882            |
| 2    | ギルバート（Gilbert）       | 1988年 | 888            |
| 3    | レイバー・デー（Labor Day） | 1935年 | 892            |
| 4    | リタ（Rita）                | 2005年 | 895            |
| 5    | アレン（Allen）             | 1980年 | 899            |
| 6    | カミーユ（Camille）         | 1969年 | 900            |
| 7    | カトリーナ（Katrina）       | 2005年 | 902            |
| 8    | ミッチ（Mitch）             | 1998年 | 905            |
| 8    | ディーン（Dean）            | 2007年 | 905            |
| 10   | マリア（Maria）             | 2017年 | 908            |